# Rubricoccus
Rubricoccus es un género de bacterias gramnegativas de la familia Rubricoccaceae. Actualmente (2024) consta de una sola especie: Rubricoccus marinus. Fue descrita en el año 2011. Su etimología hace referencia a coco rojo. El nombre de la especie hace referencia a marino. Es aerobia estricta, con forma de coco de 0,3-0,5 μm de diámetro. Forma colonias rojas tras 3 semanas de incubación. Temperatura de crecimiento entre 5-37 °C, óptima de 20-30 °C. Catalasa positiva y oxidasa negativa. Tiene un genoma de 4,4 Mpb y un contenido de G+C de 68,9%. Se ha aislado de aguas superficiales del Océano Pacífico cerca de Japón.  
El pigmento rojo muestra absorción máxima a 474 nm y 446 nm. Presenta dos tipos diferentes de rodopsinas: una halorodopsina RmHR y una xenorodopsina RMXeR.